# James Bollinger
James Bollinger, conosciuto anche come Carroll Burton (fl. XX secolo), è stato un pugile statunitense.
Partecipò alle gare di pugilato dei pesi leggeri ai Giochi olimpici di Saint Louis 1904, ma fu squalificato.